# Wächtersbach
Wächtersbach – miasto w Niemczech, w kraju związkowym Hesja, w rejencji Darmstadt, w powiecie Main-Kinzig.
W mieście znajduje się stacja kolejowa Wächtersbach.

## Współpraca
Miejscowości partnerskie:
- Châtillon-sur-Chalaronne, Francja
- Vonnas, Francja
- Baneins, Francja
- Roßleben, Turyngia
- Troick, Rosja